# Lóczy
Lóczy è un orfanotrofio ungherese creato nel 1946 a Budapest per gli orfani di guerra. La casa di Lóczy è famosa per la pedagogia innovativa che è stata realizzata dalla sua direttrice, la pediatra e pedagogista ungherese Emmi Pikler.
Il metodo Pikler-Lóczy si basa su alcuni principi direttivi, fra i quali si può citare l'importanza della verbalizzazione, del gioco libero ed il rispetto dell'attività autonoma.

## Alcuni principi direttivi

### Il rispetto dell'attività autonoma
Secondo Emmi Pikler, è necessario che l'attività sorga dal bambino stesso. L'adulto deve rispettare il ritmo delle sue acquisizioni motorie, e non mettere artificialmente il bambino in una posizione che non ha ancora acquisito (es: non mettere seduto un bambino che non sa ancora farlo). Il suo ruolo è di aiutarlo a trovare il mezzo per giungervi solo, aiutarlo a prendere coscienza dei suoi movimenti. Per giungervi, è importante che il bambino possa essere libero dei suoi movimenti (es: no sbarre ai letti affinché il bambino possa entrarvi o uscire solo).

## Influenza sugli schemi pedagogici negli asili
L'influenza del metodo Pikler-Lóczy è molto importante in numerose strutture d'accoglienza della piccola infanzia. Tuttavia, quelle che applicano tutti i principi del metodo restano rare.